# Kilakastalen
Kilakastalen är en kastalruin belägen vid Kilaån drygt tre kilometer sydväst om Nyköping. Den byggdes för att bevaka och försvara inloppet till vattenleden i Kiladalen. Kastalruinen är upp till två meter hög och har en diameter av 15,1 meter. Muren är 3,1 meter tjock. Murverket är av gråsten som lagts direkt på berget och murats med kalkbruk.
Kastalen upptäcktes då den var helt övertorvad av Ivar Schnell 1944. Schnell tolkade inledningsvis byggnaden som medeltida. Den ligger i ett borgområde som även består av terrasseringar samt rester av en husgrund. Av byggnadstekniken att döma torde den vara uppförd före 1200-talet.

## Arkeologiska undersökningar
Första undersökningen skedde 1951, katalens karaktär uppdagades och bedömning slutade i en datering till 1100-talet. 1953 grävde man runt kastalen, och tornet tömdes till störstadelen i hopp om att göra fynd. Detta förändrade inte bilden utan en tidigmedeltida ålder stod fast. 2007 genomförde Sörmlands museum en arkeologisk undersökning och fann då resterna av en timrad byggnad intill kastalruinen. Man hittade bevarade lager och fynd på kullen. Dessa daterades till högmedeltid. 2012 genomförde museet ytterligare en undersökning vid kastalen som syftade till att tydliggöra relationen med Kungsgården, borgen Nyköpingshus och det medeltida Nyköping.

## Bilder

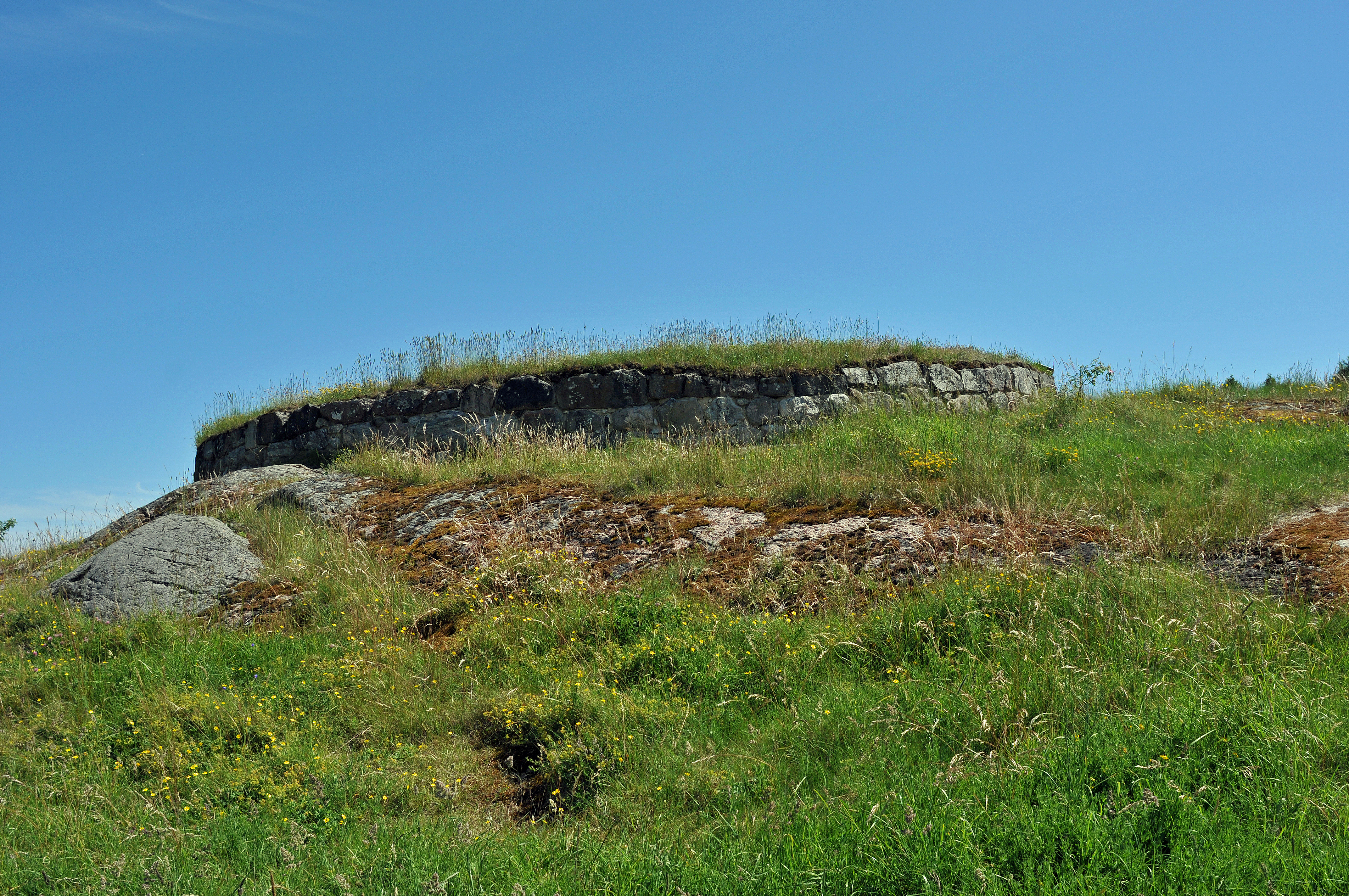
Kilakastalens grundmurar
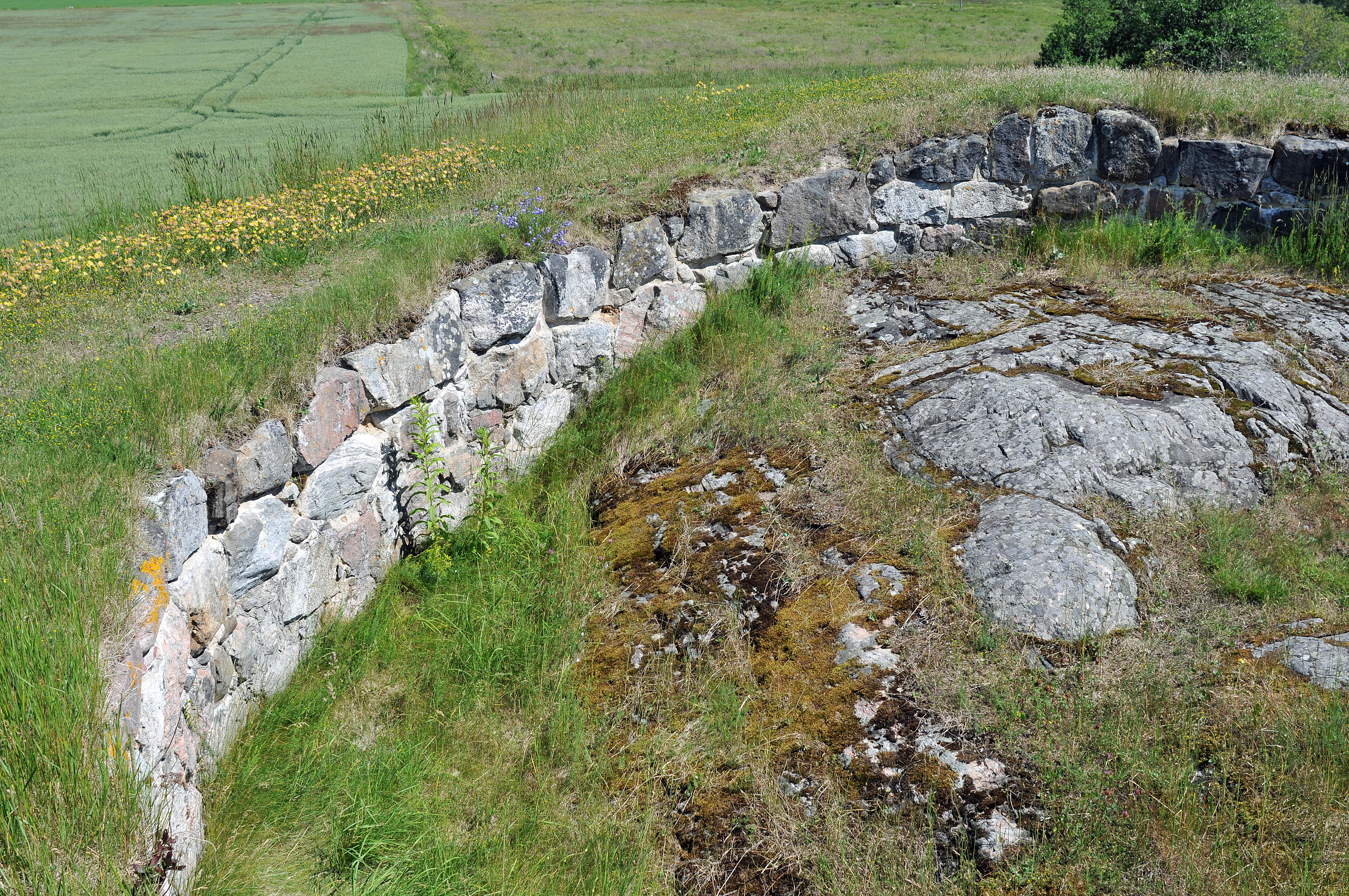
Närbild av kallmurar
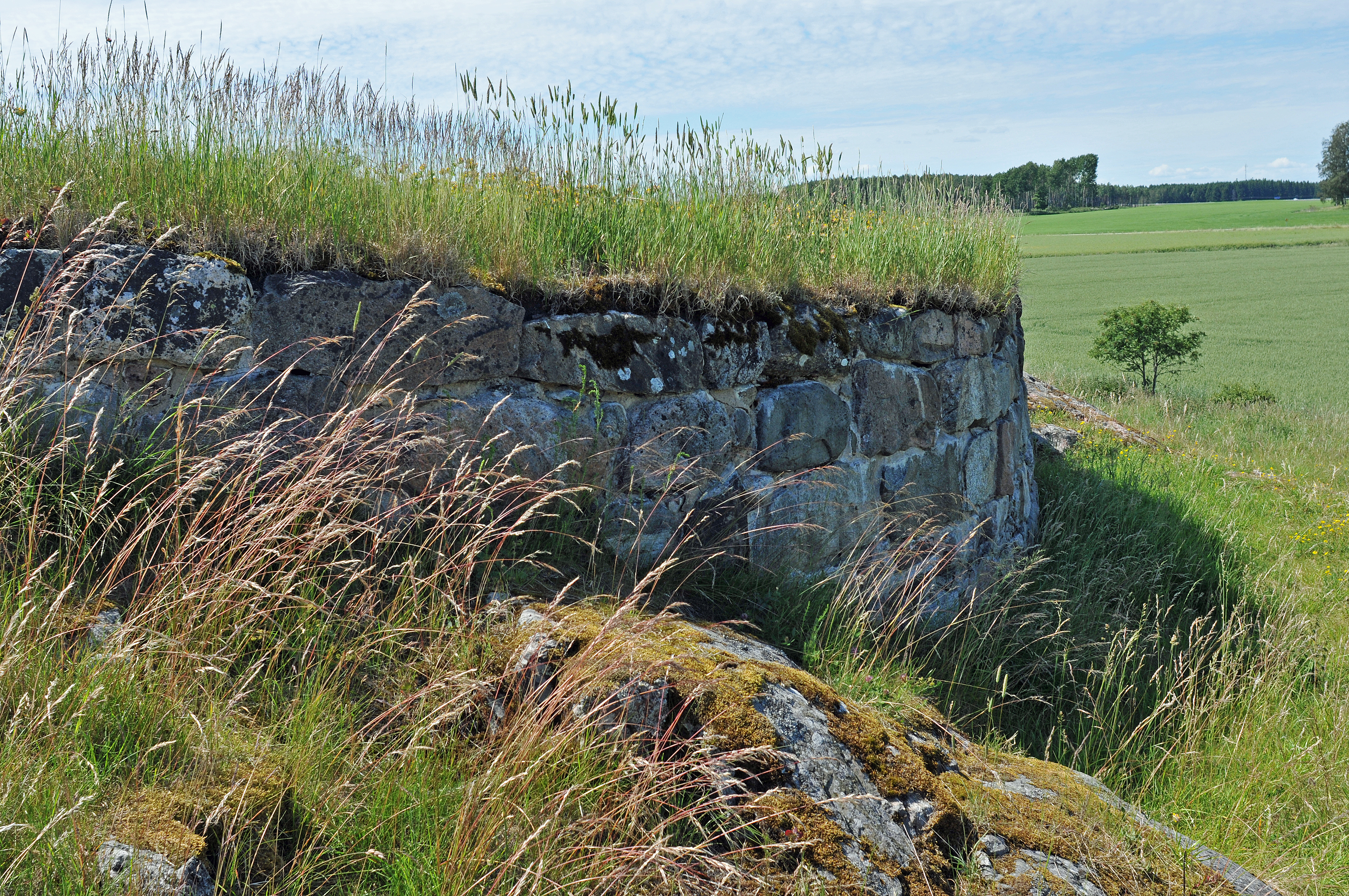
Muren sedd från utsidan